# Kokosova plošča
Kokosova plošča je mlada oceanska tektonska plošča pod Tihim oceanom ob zahodni obali Srednje Amerike, poimenovana po Kokosovem otoku, ki leži na njej. Kokosova plošča je bila ustvarjena pred približno 23 milijoni let, ko se je plošča Farallon razbila na dva dela, kar je prav tako ustvarilo Nazca ploščo. Kokosova plošča se je prav tako zlomila na dva dela in nastala je majhna Riverina plošča. Kokosovo ploščo omejuje več različnih plošč. Na severovzhodu je omejena s Severnoameriško ploščo in Karibsko ploščo. Na zahodu jo omejuje pacifiška plošča, na jugu pa Nazca plošča.
Edino kopno nad vodo na Kokosovi plošči je Kokosov otok.

## Geologija
Kokosova plošča je nastala s širjenjem morskega dna vzdolž vzhodnopacifiškega dviga in Kokosovega grebena, natančneje na zapletenem območju, ki ga geologi imenujejo sistem širjenja Kokos-Nazca. Z dviga je plošča potisnjena proti vzhodu in potisnjena ali povlečena (morda oboje) pod manj gosto Karibsko ploščo, v procesu, imenovanem subdukcija. Subducirani vodilni rob se segreje in doda svojo vodo v plašč nad njim. V plasti plašča, imenovani astenosfera, se kamnina plašča topi, da nastane magma, ki ujame pregreto vodo pod velikim pritiskom. Posledično leži severovzhodno od pogrezljivega roba neprekinjen lok vulkanov - znan tudi kot Srednjeameriški vulkanski lok -, ki se razteza od Kostarike do Gvatemale, in pas potresov, ki sega dlje proti severu, v Mehiko.
Severna meja Kokosove plošče je Srednjeameriški jarek. Vzhodna meja je transformacijski prelom, Panamska prelomna cona. Južna meja je srednjeoceanski greben, Galapaška vzpetina. Zahodna meja je še en srednjeoceanski greben, vzhodnopacifiški dvig.
Vroča točka pod Galapaškimi otoki leži vzdolž Galapaškega dviga.
Plošča Rivera severno od Kokosove plošče naj bi se ločila od Kokosove plošče pred 5–10 milijoni let. Zdi se, da na meji med obema ploščama ni dokončne transformacijske napake, vendar veljata za različni. Po ločitvi od Kokosove plošče je plošča Rivera začela delovati kot samostojna mikroplošča.
Uničujoč potres v Ciudad de Mexico leta 1985 in potres v Chiapasu leta 2017 sta bila posledica subdukcije Kokosove plošče pod Severnoameriško ploščo. Uničujoča potresa v Salvadorju januarja 2001 in februarja 2001 sta nastala zaradi subdukcije te plošče pod Karibsko ploščo.